# Meus Prêmios Nick 2021
A 22.ª edição anual do Meus Prêmios Nick (e última) foi realizada em 28 de setembro de 2021 no Brasil.  Por conta da Pandemia de COVID-19  o evento aconteceu em um estúdio e sem plateia  nos estúdios da Nickelodeon em São Paulo, a produção seguiu rígidos protocolos de higiene, além de tratamentos constantes para o elenco e integrantes da produção.

## Vencedores e indicados
Os vencedores estão listados em primeiro e em negrito.
| Artista de TV Feminina                                                                                 | Artista de TV Masculino |
| --- | --- |
| - Tatá Werneck - Flavia Pavanelli - Isis Valverde - Maisa                                              | - Celso Portiolli - Igor Jansen - Rafael Portugal - Tiago Leifert |
| Programa da Nick Favorito                                                                              | Programa de TV Brasileiro Favorito |
| - Bob Esponja - Club 57 - Danger Force - The Loud House                                                | - Domingo Legal - DPA - Eliana - Programa da Maisa |
| Desenho Animado Favorito                                                                               | Filme do Ano |
| - Miraculous: As Aventuras de Ladybug - Bob Esponja - Irmão do Jorel - My Little Pony                  | - Kallys Mashup: Um Aniversário Muito Kally! - Cruella - Luca - Pai em Dobro                                                                                              |
| Ícone Fashion                                                                                          | Inspiração do Ano |
| - Manu Gavassi - Iza - Jordanna Maia - Juliette                                                        | - Rayssa Leal - Gloria Groove - Maju Coutinho - Pequena Lo |
| Ship do Ano                                                                                            | Ídolo Revelação |
| - Manu Gavassi e Jullio Reis - Fefe e Walker - Maria Clara Garcia e Lucas Abreu - Zé Felipe e Virgínia | - Vittor Fernando - Fefe - Maria Clara Garcia - Vivi |
| Challenger do Ano                                                                                      | Youtuber + Cool |
| - Vittor Fernando - Peixinho - Vanessa Lopes - Virginia                                                | - uJoãozinho - Enaldinho - Luiza Parente - Planeta das Gêmeas |
| Criador Genial                                                                                         | Gamer MVP |
| - Juliette - Any Gabrielly - Luiza Parente - Pietro Guedes                                             | - Babi - Malena - Nobru - Tazer Craft |
| InstaPets                                                                                              | Artista Musical Favorito |
| - Plínio – Anitta - Gisele Pinscher – Luísa Sonza - Mia – Bruna Marquezine - Pudim – Marcos Mion       | - Manu Gavassi - Anitta - Iza - Zé Felipe |
| Fandom do Ano                                                                                          | Hit Nacional Favorito |
| - Army (BTS) - Blinks (Blackpink) - Cactos (Juliette) - Uniters (Now United)                           | - Anitta – "Girl from Rio" - Luan Santana – "Morena" - Melim – "Eu Feat. Você" - Vitor Kley – "Ainda Bem que Chegou"                                                      |
| Hit Internacional Favorito                                                                             | Challenge Hits do Ano |
| - BTS – "Butter" - CNCO – "Tan Enamorados" - Exo – "Love Shot" - Now United – "Lean On Me"             | - BTS – "Permission to Dance" - Queen – "Another One Bites the Dust" - Olivia Rodrigo – "Good 4 U" - Alok, DJ GBR e MC Don Juan – "Liberdade (Quando o Grave Bate Forte)" |
| Grupo Musical Favorito                                                                                 | Clipe do Ano |
| - BTS - Blackpink - CNCO - Now United                                                                  | - BTS – "Butter" - Now United – "Lean On Me" - Olivia Rodrigo – "Good 4 U" - Taylor Swift – "Willow"                                                                      |